# Visual Café
Visual Café (полное название Visual Café for Java) — существовавшая ранее интегрированная среда разработки для языка программирования Java. Делится на следующие версии: «Standard Edition», «Enterprise Suite», «Expert Edition», «Professional Edition» и «Development Edition». Версия «Enterprise Suite» поддерживает отладку CORBA и RMI. Среда написана не на Java.
Visual Café, отделившись от Symantec, продалась компании BEA Systems, купив при этом ещё и WebLogic Server. В это время другие бесплатные среды разработки (например, Eclipse) поднимались на рынок сред разработки, вследствие чего Visual Café пришлось выбрать основным направлением новый продукт от BEA WebGain. WebGain включал в себя несколько других технологий, в том числе Oracle TopLink, до своего закрытия в 2002 году. Проект TopLink был закрыт в Oracle, а Visual Café не принёс коммерческого успеха.
WebGain купила продукт TogetherSoft Together Control Center (Together Studio) для интегрирования в Visual Café, однако после завершения сделки, Borland купила Visual Café и Together Control Center у WebGain. Сейчас эти продукты находятся в составе JBuilder.
Мансур Сафайи (англ. Mansour Safai), вице-президент отдела «Language and Internet Tools» (с англ. — «языки и утилиты для интернета») в Symantec принял значимость языка Java гораздо раньше и первым предложил интегрированную среду разработки для Java в линии продуктов Café, которая превратилась в ведущий продукт на рынке — Visual Café. Visual Café была одной из первых Java IDE.
Продукт пользовался популярностью, а также выиграл награду «Product of the Year» от InfoWorld в 1997 году.

## Конкуренция в миреIDE
Другие среды разработки, которые существовали в то время: Visual Age для Java (духовный предшественник Eclipse), SuperCede от Asymetrix (первый компилятор Java в машинный код), NetBeans (также известный как Forté для Java), JBuilder, PowerJ от PowerSoft и Mojo Enterprise.